# Andrea Ronchi
Andrea Ronchi (ur. 3 sierpnia 1955 w Perugii) – włoski polityk, dziennikarz, w latach 2008–2010 minister ds. stosunków europejskich.

## Życiorys
Ukończył studia z zakresu nauk politycznych, pracował jako dziennikarz, a także prezenter telewizyjny i radiowy. Działalność polityczną rozpoczynał w organizacji młodzieżowej Włoskiego Ruchu Społecznego. W 1994 znalazł się wśród założycieli Sojuszu Narodowego.
W 2001 i 2006 był wybierany na posła do Izby Deputowanych XIV i XV kadencji z listy AN. W przedterminowych wyborach w 2008 uzyskał mandat na XVI kadencję z ramienia Ludu Wolności (do 2013). W tym samym roku mianowano go ministrem ds. stosunków europejskich w czwartym rządzie Silvia Berlusconiego.
W 2010 zasilił utworzoną przez Gianfranca Finiego frakcję Przyszłość i Wolność (jako jedyny spośród 4 wywodzących się z AN ministrów). 15 listopada 2010 złożył dymisję ze stanowiska rządowego, zakończył urzędowanie dwa dni później. W 2011 współtworzył nową partię pod nazwą Fareitalia.